# Grallipeza elegans
Grallipeza elegans är en tvåvingeart som beskrevs av Willi Hennig 1934. Grallipeza elegans ingår i släktet Grallipeza och familjen skridflugor.
Artens utbredningsområde är Bolivia. Inga underarter finns listade i Catalogue of Life.